# Šolta od uvale Šipkova do Grčkog rata
Šolta od uvale Šipkova do Grčkog rata este o arie protejată (sit de importanță comunitară — SCI) din Croația întinsă pe o suprafață de 129,9 ha, integral marine.

## Localizare
Centrul sitului Šolta od uvale Šipkova do Grčkog rata este situat la coordonatele 43°24′58″N 16°13′37″E / 43.416°N 16.227°E.

## Înființare
Situl Šolta od uvale Šipkova do Grčkog rata a fost declarat sit de importanță comunitară în iulie 2013 pentru a proteja un număr necunoscut de specii din flora spontană și fauna sălbatică aflate în arealul zonei.

## Biodiversitate
Situată în ecoregiunea marină mediteraneană, aria protejată conține 1 habitat natural: Straturi cu Posidonia (Posidonion oceanicae).
La baza desemnării sitului se află un număr nedeclarat de specii protejate.